# Top I Vision Casper 250
Vision Casper 250 — беспилотный летательный аппарат.
Дрон разработан израильской компанией Top I Vision. Тактический мини-БПЛА Casper-250 приспособлен для запуска с рук и предназначенный для разведки близлежащей местности. Полезная нагрузка — EO/инфракрасная камера. Канал передачи данных: передача видео и телеметрии в режиме реального времени.

## ЛТХ
- Радиус действия — до 10 км.
- макс взлетный вес — 5,7кг
- полезная нагрузка — 1,24кг
- Скорость — 70км/ч
- Максимальная продолжительность полета —2 ч.
- предельная высота — 2133 м.